# Топ и Топи
Топ и Топи је британско-финско-канадска анимирана дечија телевизијска серија, креирана од стране Јонаса Утија и Антуа Харлина и продуцирана од стране Eye Present-а, Gigglebug Entertainment-а и Nelvane.
Серија је имала премијеру на Никелодиону у Уједињеном Краљевству и Ирској 3. септембра 2022, и на YTV у Канади 18. септембра 2022. Пре своје премијере у земљама порекла, 27. јуна 2022, почела је са емитовањем на Никелодиону у Аустралији и Новом Зеланду.

## Радња
Серија прати пар урнебесних, индивидуалних близанаца који живе у чудној и чудесној алтернативној стварности где би ваш комшија могао да буде пар незадовољних панталона, а најбољи друг лебдећи подриг облак. Али, за разлику од својих другара и комшија, Топ и Топи имају јединствену способност да изаберу ново тело сваки дан и на тај начин доживе живот на потпуно другачији начин.

## Гласовне улоге
| Име лика          | Оригинални глас  | Глас                                |
| ----------------- | ---------------- | ----------------------------------- |
| Топ               | Руперт Симонијан | Лако Николић                        |
| Топи              | Кетрин Дрисдејл  | Дана Барбара                        |
| Љутколоне         | Бил Бејли        | Милош Ђуричић                       |
| Флип Флоп         | Коша Енглер      | Маријана Живановић                  |
| Дијамондо         | Јозеф Балдерама  | Виктор Влајић                       |
| Каменко           | Акија Хенри      | Ања Орељ                            |
| Звонка            | Харијет Кармајкл | Ања Орељ                            |
| Grafifi           | Перл Маки        | Ивона Рамбосек                      |
| Shouty Shirt      | Брајан Блесд     | TBA                                 |
| Tex Pecks         | Ако Мичел        | TBA                                 |
| Полицајка Стварно | Луси Монтгомери  | Јована Чуровић Татјана Димитријевић |
| Памет             | непознато        | Ирина Арсенијевић                   |
| Г. Голфић         | непознато        | Милош Дашић                         |
| Лик               | Рашан Стоун      | Марко Марковић                      |
| Патрик            | непознато        | Милан Тубић                         |
| Аларм             | непознато        | Марија Стокић                       |
| Ранко Ранчевић    | TBA              | Томаш Сарић                         |
| Звонка Бродић     | TBA              | Марија Стокић                       |
| Миле Миксер       | TBA              | Милан Тубић                         |
| Мики Микрофон     | TBA              | Немања Живковић                     |
| К.А.Р.Л.А.        | TBA              | Ана Поповић                         |
| Лик               | TBA              | Марко Марковић                      |
| Карл              | TBA              | Немања Живковић                     |
| Руке              | TBA              | Милош Дашић                         |
| Ренде             | TBA              | Милан Антонић                       |
| Свећа             | TBA              | Никола Тодоровић                    |
| Чизма             | TBA              | Немања Живковић                     |
| Носка             | TBA              | Ирина Арсенијевић                   |
| Наратор           | непознато        | Милан Тубић                         |
| Уводна песма      | непознато        | Mateya                              |